# Egvad Kommune
Egvad Kommune i Ringkøbing Amt blev dannet ved kommunalreformen i 1970. Ved strukturreformen i 2007 indgik den i Ringkøbing-Skjern Kommune sammen med Holmsland Kommune, Ringkøbing Kommune, Skjern Kommune og Videbæk Kommune.

## Tidligere kommuner
Egvad Kommune blev dannet allerede i 1966 ved frivillig sammenlægning af 7 sognekommuner:
| Kommune                | Folketal september 1965 | Byer                  |
| ---------------------- | ----------------------- | --------------------- |
| Egvad                  | 3.271                   | Tarm                  |
| Hemmet-Sønder Vium     | 1.406                   | Hemmet og Sønder Vium |
| Hoven                  | 1.074                   | Hoven                 |
| Lyne                   | 717                     | Lyne                  |
| Lønborg                | 1.022                   | Lønborg               |
| Sønder Bork-Nørre Bork | 1.055                   | Nørre Bork            |
| Ådum (Oddum)           | 1.160                   | Ådum                  |
| I alt                  | 9.705                   |                       |

## Sogne
Egvad Kommune bestod af følgende sogne, alle fra Nørre Horne Herred:
- Egvad Sogn
- Hemmet Sogn
- Hoven Sogn
- Lyne Sogn
- Lønborg Sogn
- Nørre Bork Sogn
- Sønder Bork Sogn
- Sønder Vium Sogn
- Tarm Sogn
- Ådum Sogn

## Borgmestre[2]
| Borgmester         | Parti   | Fra  | Til  |
| ------------------ | ------- | ---- | ---- |
| F. Borris Andersen | Venstre | 1970 | 1982 |
| Henning Fredsted   | Venstre | 1982 | 1990 |
| Niels Oluf Pagh    | Venstre | 1990 | 1992 |
| Gunnar Andersen    | Venstre | 1992 | 2002 |
| Kent Skaanning     | Venstre | 2002 | 2006 |

## Rådhus
Egvad Rådhus på Toften 6 i Tarm blev benyttet som et administrationscenter i Ringkøbing-Skjern Kommune indtil 2014, hvor det blev lukket pga. skimmelsvamp. Det er senere revet ned, og der er bygget rækkehuse på grunden.